# 第50回ダヴィッド・ディ・ドナテッロ賞
第50回ダヴィッド・ディ・ドナテッロ賞（だい50かいダヴィッド・ディ・ドナテッロしょう）の授賞式は、2005年4月29日にローマで行われた。

## 受賞とノミネート一覧
太字が受賞者。
- 愛の果てへの旅 Le conseguenze dell'amore（監督：パオロ・ソレンティーノ）
- Certi bambini（監督：アンドレア＆アントニオ・フラッツィ）
- 家の鍵 Le chiavi di casa（監督：ジャンニ・アメリオ）
- 聖なる心 Cuore Sacro[1]（監督：フェルザン・オズペテク）
- イタリア的、恋愛マニュアル Manuale d'amore[2]（監督：ジョヴァンニ・ヴェロネージ）

### 監督賞
- パオロ・ソレンティーノ（『愛の果てへの旅』）
- ジャンニ・アメリオ（『家の鍵』）
- ダヴィデ・フェッラーリオ（『トリノ、24時からの恋人たち』[3]）
- アンドレア＆アントニオ・フラッツィ（『Certi bambini』）
- フェルザン・オズペテク（『聖なる心』）

### 新人監督賞
- サヴェリオ・コスタンツォ（『Private』）
- パオロ・フランキ（『La spettatrice』）
- ダヴィッド・グリエコ（『Evilenko』）
- ステファノ・モルディーニ（『Provincia meccanica』）
- パオロ・ヴァーリ、アントニオ・ボコラ（『Fame chimica』）

### 脚本賞
- パオロ・ソレンティーノ（『愛の果てへの旅』）
- ジャンニ・アメリオ、サンドロ・ペトラリア、ステファノ・ルッリ（『家の鍵』）
- ジャンニ・ロモーリ、フェルザン・オズペテク（『聖なる心』）
- ダヴィデ・フェッラーリオ（『トリノ、24時からの恋人たち』）
- ウーゴ・キーティ、ジョヴァンニ・ヴェロネージ（『イタリア的、恋愛マニュアル』）

### プロデューサー賞
- ロザリオ・リナルド（『Certi bambini』）
- アウレリオ・デ・ラウレンティス（『イタリア的、恋愛マニュアル』）
- ダヴィデ・フェッラーリオ（『トリノ、24時からの恋人たち』）
- エルダ・フェッリ（『Alla luce del sole』）
- ドメニコ・プロカッチ、ニコラ・ジュリアーノ（『愛の果てへの旅』）

### 主演女優賞
- バルボラ・ボブローヴァ（『聖なる心』）
- サンドラ・チェッカレッリ（『映画のようには愛せない』[4]）
- ヴァレンティナ・チェルヴィ（『Provincia meccanica』）
- マリア・デ・メデイロス（『Il resto di niente』）
- マヤ・サンサ（『愛はふたたび』）

### 主演男優賞
- トニ・セルヴィッロ（『愛の果てへの旅』）
- ステファノ・アコルシ（『Provincia meccanica』）
- ジョルジョ・パゾッティ（『トリノ、24時からの恋人たち』）
- キム・ロッシ・スチュアート（『家の鍵』）
- ルカ・ジンガレッティ（『Alla luce del sole』）

### 助演女優賞
- マルゲリータ・ブイ（『イタリア的、恋愛マニュアル』）
- エリカ・ブラン（『聖なる心』）
- リーザ・ガストーニ（『聖なる心』）
- ジョヴァンナ・メッツォジョルノ（『L'amore ritorna』）
- ガラテア・ランツィ（『映画のようには愛せない』）

### 助演男優賞
- カルロ・ヴェルドーネ（『イタリア的、恋愛マニュアル』）
- ジョニー・ドレッリ（『Ma quando arrivano le ragazze?』）
- シルヴィオ・ムッチーノ（『イタリア的、恋愛マニュアル』）
- ラッファエーレ・ピズー（『愛の果てへの旅』）
- ファビオ・トロイアーノ（『トリノ、24時からの恋人たち』）

### 撮影監督賞
- ルカ・ビガッツィ（『愛の果てへの旅』）
- ターニ・カネヴァーリ（『イタリア的、恋愛マニュアル』）
- アルナルド・カティナーリ（『映画のようには愛せない』）
- ダンテ・チェッキン（『トリノ、24時からの恋人たち』）
- ジャン・フィリッポ・コルティチェッリ（『聖なる心』）

### 作曲賞
- リズ・オルトラーニ（『Ma quando arrivano le ragazze?』）
- パオロ・ブォンヴィーノ（『イタリア的、恋愛マニュアル』）
- パスクァーレ・カタラーノ（『愛の果てへの旅』）
- アンドレア・グエッラ（『聖なる心』）
- フランコ・ピエルサンティ（『家の鍵』）

### オリジナル歌曲賞
- Christmas in love - 作：トニー・レニス（『Christmas in love』）
- Fame chimica（『Fame chimica』）
- Gioia e rivoluzione（『Lavorare con lentezza』）
- Manuale d'amore - 作：パオロ・ブォンヴィーノ（『イタリア的、恋愛マニュアル』）
- Ma quando arrivano le ragazze? - 作：リズ・オルトラーニ（『Ma quando arrivano le ragazze?』）

### 美術賞
- アンドレア・クリザンティ（『聖なる心』）
- ジャンカルロ・バジーリ（『愛はふたたび』）
- フランチェスカ・ボッカ（『トリノ、24時からの恋人たち』）
- マルコ・デンティチ（『映画のようには愛せない』）
- ベアトリーチェ・スカルパート（『Il resto di niente』）

### 衣装デザイン賞
- ダニエラ・チャンチョ（『Il resto di niente』）
- マリア・リータ・バルベラ（『映画のようには愛せない』）
- カティア・ドットーリ（『聖なる心』）
- ジャンナ・ジッシ（『愛はふたたび』）
- ジェンマ・マスカーニ（『イタリア的、恋愛マニュアル』）

### 編集賞
- クラウディオ・カトリー（『Certi bambini』）
- クラウディオ・コルミオ（『トリノ、24時からの恋人たち』）
- クラウディオ・ディ・マウロ（『イタリア的、恋愛マニュアル』）
- ジョジョ・フランキーニ（『愛の果てへの旅』）
- パトリツィオ・マローネ（『聖なる心』）
- シモーナ・パッジ（『家の鍵』）

### 録音賞
- アレッサンドロ・ザノン（『家の鍵』）
- マリオ・ダッリモンティ（『Alla luce del sole』）
- ガエターノ・カリート、ピエルパオロ・メラフィーノ（『イタリア的、恋愛マニュアル』）
- マルコ・グリッロ（『聖なる心』）
- ダーギ・ロンダニーニ、エマヌエーレ・チェチェーレ（『愛の果てへの旅』）

### 特殊視覚効果賞
- Grande Mela（『トリノ、24時からの恋人たち』）
- パオラ・トリゾリオ、ステファノ・マリノーニ（『Alla luce del sole』）
- Proxima（『愛はふたたび』）
- パスクァーレ・クローチェ、ロベルト・メストローニ（EDI）（『JIGSAW ジグソー』）
- Apocalypse（『I tre volti del terrore』）

### 長編ドキュメンタリー賞
- Un silenzio particolare（監督：ステファノ・ルッリ）
- I dischi del sole（監督：ルカ・パストーレ）
- In viaggio con Che Guevara（監督：ジャンニ・ミナ）
- Passaggi di tempo - Il viaggio di Sonos 'e Memoria（監督：ジャンフランコ・カビッドゥ）
- I ragazzi della Panaria（監督：ネッロ・コッレアーレ）

### 短編映画賞
- Aria（監督：クラウディオ・ノーチェ）
- 自由な闘い Lotta libera[1]（監督：ステファノ・ヴィアーリ）
- Mio fratello Yang（監督：マッシミリアーノ＆ジャンルカ・デ・セリオ）
- グアラチーノ O' guarracino[1]（監督：ミケランジェロ・フォルナーロ）
- 風 Un refolo[1]（監督：ジョヴァンニ・アルカンジェリ）

### EU映画賞
- 海を飛ぶ夢（監督：アレハンドロ・アメナーバル）
- コーラス（監督：クリストフ・バラティエ）
- ヴェニスの商人（監督：マイケル・ラドフォード）
- ヴェラ・ドレイク（監督：マイク・リー）
- 愛より強く（監督：ファティ・アキン）

### 外国映画賞
- ミリオンダラー・ベイビー（監督：クリントイーストウッド）
- 2046（監督：ウォン・カーウァイ）
- うつせみ（監督：キム・ギドク）
- ホテル・ルワンダ（監督：テリー・ジョージ）
- Ray／レイ（監督：テイラー・ハックフォード）

### ピエモンテ・トリノオリンピック賞
- Certi bambini（監督：アンドレア＆アントニオ・フラッツィ）

### ヤング・ダヴィッド賞
- Alla luce del sole（監督：ロベルト・ファエンツァ）

### ダヴィッド特別賞
- カルロ・アツェリオ・チャンピ
- トム・クルーズ
- マリオ・モニチェッリ
- ディーノ・リージ
- チェッキ・ゴーリ・グループ